# Jordi Monés i Pujol-Busquets
Jordi Monés i Pujol-Busquets   (Badalona, 22 de setembre de 1928 - 27 de març de 2020) va ser un pioner de la història de l'educació als Països Catalans i a Espanya, fundador de la “Societat d'Història de l'Educació dels Països de Llengua Catalana”. El 2020 va rebre la Creu de Sant Jordi.

## Biografia
Durant la guerra civil espanyola (1936-39) estudia a l'Escola Catalana de Badalona, un dels centres emblemàtics de la renovació pedagògica catalana i posteriorment, estudia enginyeria tècnica química a l'Escola Industrial de Terrassa, on es gradua l'any 1954. El 1964 es casa amb Maria Teresa Giné i Orengo.
Quant a la seva activitat com a historiador, l'any 1960 comença a treballar en el camp de la sociologia de l'educació, de manera autodidacta, i més endavant es dedica definitivament a la història de l'educació, compaginant aquestes disciplines amb el treball en diverses empreses, com a tècnic i cap de Laboratori fins a l'any 1979. A partir d'aquesta data, exerceix la docència a l'ICE de la Universitat Autònoma de Barcelona (UAB) i a la facultat de pedagogia de l'UAB fins a la seva jubilació, el 1993. Entre els anys 1989 i 1994 també exerceix de professor d'història de Catalunya a l'escola de Policia de Mollet.
Durant el franquisme intervé activament en la resistència cultural a Badalona, d'on en destaca la seva etapa com a president del Centre Excursionista de Badalona entre els anys 1960-62 i la presidència a la delegació de Joventuts Musicals de Badalona al llarg del 1963. Aquesta última institució és clausurada a finals de l'any indicat, quan es programa un cicle de conferències sobre cultura catalana. L'any 1960 funda el primer cine club de Badalona, amb destacades estrenes, i l'any 1968 juntament amb Miquel Mas Albà i Josep Serra Aloy, organitza a Badalona un acte que s'inscriu dins l'Any Fabra, amb motiu del centenari del seu naixement. L'acte a Badalona esdevé un dels actes emblemàtics de l'Any Fabra i compta amb la presència de la seva filla Carola Fabra.
Des de principis dels anys seixanta, i partint d'una certa base històrica de caràcter general, Jordi Monés es dedica a l'estudi i a la recerca de la història del pensament educatiu i de la trajectòria de les institucions escolars i culturals catalanes, intentant vincular l'escola amb la realitat social, política, cultural. A partir d'aquests anys, s'interessa per la història de l'educació, des de diversos vessants: pedagogia, política educativa, sociologia de l'educació, etc., incorporant a més en el seu camp de treball la història de la ciència i la història de la tècnica.
Emparat per la seva independència dels ambients acadèmics enfront del conservadorisme de l'època, encomana el seu interès per la història de l'educació entre els àmbits més compromesos amb la transformació de l'educació. El 1973, Jordi Monés i un grup de joves historiadors constituïren el “Seminari d'Història de l'Ensenyament”, que proporcionà amb els seus treballs un referent històric a l'inquiet moviment català de renovació pedagògica. El Seminari d'Història de l'Ensenyament esdevé, l'any 1983, la Societat d'Història de l'Educació dels Països de Llengua Catalana, filial de l'Institut d'Estudis Catalans des de l'any 2000. Jordi Monés n'és tresorer entre els anys 1982 i 1995. El 1996 n'esdevé president, fins a l'any 2004, que n'és nomenat president honorari.
Tot i que Catalunya ha comptat amb prestigiosos historiadors de l'educació, Jordi Monés és, probablement, el primer de les generacions de postguerra. Una de les característiques del seu treball ha estat encetar temes per tal que altres ho recullin per estudiar-ho amb més deteniment. En aquest sentit, destaca la Història Social de l'Educació, disciplina que s'ha de considerar que en va ser una mena de precursor. El seu autodidactisme, lluny de ser un inconvenient, li va permetre, en determinat moment, de desmarcar-se fins a cert punt d'escoles, en un camp on d'escoles de pensament n'hi havia ben poques.
Va morir el 27 de març de 2020 als 91 anys.

## Aportacions
En la seva faceta d'historiador de l'educació té una presència constant, des del seu inici l'any 1979, en els congressos internacionals d'història de l'educació organitzats per la International Standing Conference for the History of Education (ISCHE), societat creada el 1978. La seva presència gairebé sempre es concreta en alguna comunicació. L'any 1992 és un dels organitzadors i ponents del 14è Congrés Internacional de la ISCHE a Barcelona, que debat el tema de Educació, activitats físiques i esport en una perspectiva històrica.
També participa en congressos nacionals, destacant-ne la seva continuada presència en les Jornades d'Història de l'Educació als Països Catalans, des de la primera celebrada el 1977 a Barcelona, on a més, sovint va formar part del Comitè Organitzador.
Quant a congressos o simposis que s'han celebrat a l'Estat espanyol, en destaca la seva participació a Salamanca, Madrid, Saragossa, Alcalá de Henares i Sevilla. També va donar múltiples conferències arreu dels Països Catalans i de l'Estat espanyol sobre la importància de la renovació pedagògica a Catalunya en el període 1900-1939 i les problemàtiques que es plantegen a partir del 1939. A més, va formar part de diversos jurats i comitès científics de premis i congressos.
La seva preocupació per l'ús i ensenyament del català, des d'una perspectiva teòrica i pràctica, el va dur a intentar la tasca de la seva recuperació a diferents àmbits, entre els quals el de la història de l'educació: va ser un dels pioners a l'hora d'encetar la línia d'investigació de les relacions entre llengua i educació des d'una perspectiva històrica, tasca a la qual, a més a més, hi afegeix el compromís de difondre els seus resultats utilitzant el català.

## Honors
L'any 1989 l'Associació Festa Nacional del Països Catalans el va declarar membre d'honor de l'Associació, i l'abril de 2004 la Societat d'Història de l'Educació dels Països de Llengua Catalana li dedica un monogràfic en el número 5 de la revista Educació i Història, on hi col·laboren diversos professors i catedràtics d'universitats dels Països Catalans i d'arreu de l'Estat. L'octubre del 2011 l'Institut d'Estudis Catalans li ret una sessió d'homenatge, i l'octubre de 2016 Òmnium Badalona i la Federació d'Associacions de Veïns de Badalona organitzen un acte d'homenatge, amb la col·laboració de l'Ajuntament de Badalona.
El 2020 va rebre la Creu de Sant Jordi, pocs dies abans de morir.

## Publicacions
Va publicar més de 40 llibres, sol o amb altres especialistes. Igualment, va publicar nombrosos articles, tant en revistes especialitzades com en revista d'abast més general, com Perspectiva escolar, l'Avenç, Cuadernos de Pedagogía, Presència, Educació i Història, Revista de educación, Història, Societat i Cultura. A més, va fer una tasca de divulgació en la premsa del país i en revistes d'història tractant temes que tenen a veure amb l'educació i l'escola. En aquest apartat de divulgació cal fer esment de les seves publicacions en diccionaris, enciclopèdies i altres publicacions de caràcter general.
Entre altres, va publicar:
- Problemes polítics de l'ensenyament (1967)
- La enseñanza, problema político (1967)
- A l'avantguarda de l'educació. Experiències pedagògiques 1900-1939. (1972), en col·laboració amb Enriqueta Fontquerni, Pelai Pagès i Mariona Ribalta.
- El pensament escolar i la renovació pedagògica a Catalunya 1833-1938 (1977)
- La cultura bajo el franquismo (1977), en col·laboració amb diversos autors.
- Ferrer Guardia y la pedagogía libertaria (1977), conjuntament amb Jaume Carbonell, Pere Solà i Luís Miguel Lázaro.
- Escola única-unificada. Passat, present i perspectives (1978), en col·laboració amb Jaume Carbonell.
- The montessorian pedagogy in Catalonia before the francoism period (1980), ponència presentada i publicada a la International Standing Conference for the History of Education.
- L'Escola a Catalunya sota el franquisme (1981)
- Els primers quinze anys de "Rosa Sensat" (1981)
- En torno a Decroly. Estudio crítico y bibliografía sobre la obra de Decroly (1981)
- La llengua a l'escola 1714-1938 (1984)
- Els masos de Sant Joan de les Abadesses. Des del segle X fins als nostres dies. (1985), amb il·lustracions de Josep Surroca.
- Catalunya-Europa. Una mirada pedagògica. Montessori, Decroly, Piaget, Freinet. Ahir i avui. (1987), en col·laboració amb diversos autors.
- Diccionari abreujat d'educació (1987)
- L'obra educativa de la Junta de Comerç de Barcelona (1769-1851) (1987)
- Womens education. Catalonia in the Spanish setting. Reflexions on the period between enlightenment and liberalism. (1989) Ponència presentada i publicada a The International Standing Conference for the History of Education
- Les escoles professionals municipals (1890-1990) (1991)
- L'Escola Normal de Barcelona (1845-1972) (2000)
- L'Escola Gitanjali. Els primers quaranta anys 1962-2002 (2002)
- Formació professional i desenvolupament econòmic i social català (1714-1939) (2005)
- Pedagogia, Política i Transformació Social en el context de la fundació de l'IEC (1900-1917) (2008), en col·laboració amb altres autors
- El Pensament escolar a Catalunya (1760-1845) (2009)
- La pedagogia catalana al segle xx. Els seus referents. (2011)
- Els meus records. (2015)
- Jordi Monés i Pujol-Busquets: Educació, país, llengua. (2018)

### Traduccions al català
- Fromm, Erich. L'art d'estimar.  Barcelona: Edicions 62, 1966, p. 149.
- Bohr, Niels. Física atòmica i coneixement humà.  Barcelona: Edicions 62, p. 162.
- Neill, Alexander. Summerhill.  Vic: EUMO, 1986, p. 341.